# Miss Manton est folle
Pour plus de détails, voir Fiche technique et Distribution.
Miss Manton est folle (The Mad Miss Manton) est une comédie policière à énigme américaine réalisée par Leigh Jason, sortie en 1938.

## Synopsis
Melsa Manton (Barbara Stanwyck), jeune fille riche et extravagante, découvre un cadavre dans son appartement. Elle prévient la police, mais, à son arrivée, le cadavre a disparu. L’inspecteur de police Brent (Sam Levene) met en doute le sérieux de la jeune fille qui sera la proie des quolibets de la presse et particulièrement du journaliste Peter Ames (Henry Fonda) qui la qualifie même de folle. Piquée au vif, Melsa décide de retrouver elle-même, avec l’aide d’un groupe d’amies, l’assassin et le cadavre. Son enquête la mènera avec ses amies, suivies de Peter Ames qui ne les lâche pas d’un pouce, dans une maison isolée où se trouve l’assassin prêt à tuer de nouveau…

## Fiche technique
- Titre original : The Mad Miss Manton
- Titre français : Miss Manton est folle
- Réalisation : Leigh Jason
- Scénario : Philip G. Epstein ; Fred F. Finklehoffe, Arthur Kober, John Monks Jr. et Hal Yates (non crédité), d'après une histoire de Wilson Collison
- Musique : Roy Webb
- Direction artistique : Van Nest Polglase
- Costumes : Edward Stevenson
- Photographie : Nicholas Musuraca
- Montage : George Hively
- Production : P. J. Wolfson
- Société de production : RKO Radio Pictures
- Sociétés de distribution : RKO Radio Pictures (États-Unis) ; Radio Cinéma (France)
- Pays d'origine :  États-Unis
- Langue originale : anglais
- Format : noir et blanc - Son : Mono (RCA Victor System)
- Genre : comédie policière à énigme
- Durée : 80 minutes
- Dates de sortie : 
  - États-Unis 8 octobre 1938 (avant-première à Milwaukee) ; 21 octobre 1938 (sortie nationale)
  - France 30 novembre 1938
- Affiche : Joseph Koutachy (France)

## Distribution
- Barbara Stanwyck (VF : Lita Recio) : Melsa Manton
- Henry Fonda (VF : Jean Darcante) : Peter Ames
- Sam Levene (VF : Georges Hubert) : le lieutenant Brent
- Frances Mercer : Helen Frayne
- Stanley Ridges : Edward Norris
- Whitney Bourne : Pat James
- Vickie Lester : Kit Beverly
- Ann Evers : Lee Wilson
- Catherine O'Quinn : Dora Fenton
- Linda Perry : Myra Frost
- Eleanor Hansen : Jane
- Hattie McDaniel (VF : Maya Noël) : Hilda
- Miles Mander : Fred Thomas
- Olin Howland (VF : Pierre Michau) : Monsieur X
- Grady Sutton : le secrétaire du procureur

Acteurs non crédités
- Ed Brady : un patron de boîte de nuit
- Wade Crosby : un écrivain
- Paul Everton : le rédacteur en chef du journal
- Walter Sande : Jim, l'enquêteur de Peter
- Clarence Wilson : l'avocat de Norris

## Production
L’actrice Irene Dunne est choisie pour le rôle de Melsa Manton. Elle l’abandonne pour Universal Pictures, alors pressentie dans le rôle de Marie Curie dans Madame Curie. Après le présage de Katharine Hepburn et Lucille Ball, RKO Radio Pictures embauche Barbara Stanwyck.
Le tournage a lieu entre le 8 juillet et le 17 août 1938 dans les studios de Warner Bros. à Burbank en Californie.